# Hospicij
Hospicij (lat. svratište, konačište) je ustanova za palijativnu zdravstvenu skrb gdje se štićenicima pruža najbolje moguća kvaliteta života do prirodne smrti.
Europska konvencija o ljudskim pravima određuje da pacijenti imaju pravo na medicinsku zaštitu do smrti, te pravo na dostojanstvenu smrt. Svako se pravedno i dostojanstveno ljudsko društvo određuje prema svome stavu i pogledu na one koji pate te kako se prema njima odnosi.
Suzbijanje i uspješno ublažavaje bolova i tegoba teške bolesti koja stalno napreduje i ne reagira na liječenje. Hospicij je novi pristup podizanja dostojanstva teško bolesnih i umirućih osoba uz drugačiji pristup suzbijanju i trajnoj kontroli boli, uz poticanje bolesnika, promjenu plana dosadašnjeg liječenja, hospicijsku skrb i samopomoć.

## Povijest
Povjesno pojam označava je građevina ili sklop građevina koji se nalaze uz samostan. 
Pojam je nastao u srednjem vijeku, a značenje mu se proširilo diljem Europe. Namjena ove građevine je bila ta da hodočasnici i ini gosti u njima naći "gostoljubivost" hospitium, uključujući smještaj s dormitorijem, spavaonicom.
Početkom suvremenog hospicijskog pokreta smatra se 1967. godina kad je u Londonu otvoren Hospicij sv. Kristofora (Cicely Saunders). Dvije se godine kasnije u sklopu iste ustanove otvara i kućna hospicijska skrb u obiteljima umirućih. Najčešće je obavljaju isti interdisciplinarni timovi, koji prate bolesnika na dvije lokacije. Osnovne su ideje Hospicija sv. Kristofora: smrt je normalan događaj i nema za cilj odgađanje ni ubrzavanje smrti. Cilj je podizanje kvalitete života i umirućih i njihove obitelji/njegovatelja.
Kasnije je dobio i značenje mjesta, ustanove u kojoj se provodi palijativna medicina.
U Hrvatskoj je poznat hospicij samostan sv. Grgura u Vrani kojeg je papi za njegove poslanike ustupio hrvatski kralj Dmitar Zvonimir. Grad Gospić je prema jednom tumačenju dobio ime po riječi hospitium, hospicij. 
Početci hospitalne zdravstvene službe u Puli se vezuju uz hospicij za siromašne i stare, bolesne osobe iz 12. stoljeća, kasnije u 14. stoljeću premješten unutar gradskih zidina na lokaciju pored Kaštela. Ovdje je ostao sve do 1842. godine, kada je preseljen u sadašnju Ulicu Sergijevaca.
U Splitu je na Poljudu podignut franjevački samostan na mjestu zapuštene crkve i hospicija.
Poznati svjetski hospicij je besplatni hospicij za siromašne Dom čista srca ("Nirmal Hriday") Majke Tereze. Taj preuređeni napušteni hinduistički hram je postao mjestom u kojemu su bili neizlječivi bolesnici svih vjera, kojima je pružena medicinska skrb i prilika, da preminu dostojanstveno, a ne napušteni na ulici.
U Francuskoj se u Saint-Émilionu, naselju na hodočašnićkom putu (Put Svetog Jakova) za Santiago de Compostelu od 11. stoljeća nadalje izgradilo mnogo crkava, samostana i hospicija.

## Hrvatsko hospicijsko društvo
U Hrvatskoj je Hospicijsko društvo osnovano 1994. godine. U proljeće 1994. godine organiziran je Prvi simpozij Hospicij i palijativna skrb u Zagrebu u Hrvatskom liječničkom domu.
Svake godine 8. listopada Svjetski je dan hospicija. Prvi hospicijski kongres u Hrvatskoj održan je 2006. godine. Na njemu je izneseno da potrebu za hospicijem ima oko 100 000 ljudi.

## Vanjske poveznice
- Hrvatska udruga prijatelja hospicija
- Jutarnji list: Prvi hrvatski hospicij
- Hrvatsko društvo za palijativnu medicinu Hrvatskoga liječničkoga zbora